# フランス領アファル・イッサ

フランス領アファル・イッサ
Territoire français des Afars et des Issas (フランス語)

フランス領アファル・イッサの位置

フランス領アファル・イッサ（フランス語: Territoire français des Affars et des Issas）は、1967年、東アフリカのフランス領ソマリが改称して名づけられたフランスの海外県の名称である。1977年にフランスからジブチ共和国として独立した。アファル・イッサの名称はアファル族とイッサ族、2つの部族の名称を併記したものである。紅海の入口・アデン湾奥の西岸を占め、イエメンのアデンに相対している。

## その他の基礎情報
| 住民(1975年)             | ソマリ族 (50%)、アファル族 (30%)、欧州系 (6%)、アラブ人 (3%)                                                 |
| 宗教                     | イスラム教、キリスト教カトリック                                                                             |
| 国内総生産(GNP、1969年)  | 480万ドル |
| 一人当たりの所得(1969年) | 50ドル |
| 貿易輸入額(1969年)       | 3300万ドル                                                                                                   |
| 貿易輸出額(1969年)       | 400万ドル |
| 年平均気温               | 25~30℃ |
| 政体                     | 議員32名で、その中から選出された8名から成る国家評議会が内政のみ担当。フランス国民議会と上院に代表2名を派遣。 |
| 入国                     | ビザが必要で、コレラ、黄熱病などの予防接種も必要。                                                           |

## 歴史
19世紀後半にフランス領ソマリ（フランス語: Côte des Somalis）としてフランス植民地となった地域についは第二次世界大戦後、フランスの海外県となり1958年及び1967年3月には住民投票によって引き続きフランス領であることを選択したあと、1967年7月にフランス領アファル・イッサと改称された。改称後の9月、議会選挙でアファル族の進歩党が圧勝し、イッサ族を基盤とする独立アフリカ人民連盟と共に独立を要求した。
1975年12月30日、ジスカール・デスタンフランス大統領とアリ・アレフ自治政府主席（評議会議長）がエリゼ宮で会談。アファル・イッサ独立の方向性が確認され、フランス政府は同年12月31日の閣議後に独立を承認することを発表した。この結果、仏領アファル・イッサは1977年、ジブチ共和国として独立した。